# Противотанкова отбрана
Противотанковата отбрана е комплекс мероприятия насочени за отблъскване на танкови атаки и унищожаване танковете на противника.
Противотанковата отбрана се осъществява от всички родове войски. Тя включва противотанкова артилерия, въздушни и ракетни удари, пехотни противотанкови оръжия. Организираната противотанкова отбрана включва противотанкови опорни пунктове, рубежи и ешелони.